# Patrilokalität

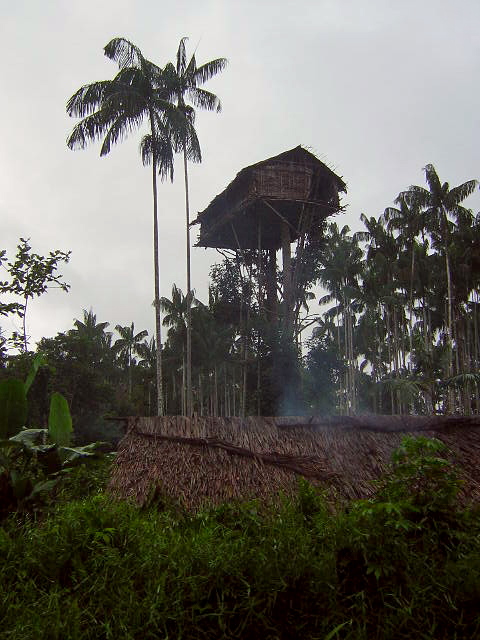
Baumhaus des Korowai-Volkes in Papua-Neuguinea für bis zu 8 Personen (2006)

Patrilokalität (lateinisch pater „Vater“, locus „Ort“: Wohnsitz beim Vater) bezeichnet in der Ethnosoziologie eine Wohnfolgeordnung (Residenzregel), bei der ein Ehepaar nach der Heirat seinen Haushalt am Wohnort des Vaters eines der beiden Ehepartner einrichtet, der andere Partner zieht hinzu. Die frühe Sozialanthropologie verstand darunter das Wohnen beim Vater des Ehemannes oder im Herkunftsgebiet des Ehemannes.
Virilokalität („am Ort des Mannes“) ist allgemeiner gefasst und bezeichnet die Einrichtung des ehelichen Wohnsitzes beim Ehemann, dessen Vater, Familie oder am Ort seiner Abstammungsgruppe (Lineage oder Clan), die Ehefrau zieht hinzu. Virilokal wird mit der Bedeutung „mit oder nahe der Familie des Mannes“ dem missverständlichen patrilokal vorgezogen.
Männerzentrierte Residenzregeln finden sich weltweit bei 96 % aller patri-linearen, nur nach der Vaterlinie geordneten indigenen Völkern und Ethnien, die ihrerseits 46 % der erfassten 1300 Ethnien ausmachen.
In ihnen entstehen enge Beziehungen zwischen dem Vater und seinen Söhnen sowie zwischen den Brüdern und ihren Familien, während die Familie der Ehefrau ohne Bedeutung bleibt. Gewöhnlich bilden Väter, Brüder und Söhne eine Kerngruppe, bis hin zu umfangreichen Patri-Lineages, innerhalb derer sich alle Verwandtschaftsbeziehungen auf nur einen gemeinsamen ursprünglichen Stammvater beziehen. Weltweit findet sich nur eine Ethnie mit patri-linearer Abstammungsregel, aber matri-lokaler Wohnfolge.
Bis 1957 war der Virilokalität entsprechend im bundesdeutschen Bürgerlichen Gesetzbuch (BGB) festgelegt, dass als Wohnsitz einer Ehefrau automatisch der Wohnsitz ihres Ehemannes galt, außer der Ehemann begründete seinen Wohnsitz an einem Ort im Ausland, zu dem ihm seine Ehefrau nicht folgte und auch nicht zu folgen verpflichtet war (BGB § 10, alte Fassung). Auf Grund des bis dahin geltenden „ehelichen Entscheidungsrechts“ des Ehemannes (Gehorsamsparagraph § 1354) konnte er den gemeinsamen Wohnsitz nach eigenem Ermessen festlegen. Nur wenn der Ehemann auf die Einrichtung eines ehelichen Wohnsitzes verzichtete oder keinen Wohnsitz hatte, konnte die Ehefrau einen eigenen Wohnsitz festlegen.

## Residenzmuster
Das in der Praxis vorgefundene Residenzmuster der Wohnsitzwahl kann von der kulturellen Norm der in einer Gesellschaft üblichen Residenzregel abweichen. In der Gegenwart wird in vielen Ethnien mit traditionell männerzentrierten Wohnfolgeregeln die moderne Lebensform der Kernfamilie bevorzugt und ein neuer Wohnsitz gegründet (Neolokalität), vor allem in Städten. Oft hat dies wirtschaftliche Gründe, beispielsweise die Abhängigkeit von Arbeitsplätzen.

## Residenz und Deszendenz
Auswertungen der Datensätze von rund 1200 Ethnien des Ethnographischen Atlas
ergaben folgende Verteilungswerte für die Wohnfolgeregeln (Residenz) bei Gesellschaften mit einer patrilinearen Abstammungsregel (Deszendenz):
- 46 % aller Ethnien weltweit ordnen ihre Abstammung patri-linear, nur nach der Väterlinie (589 Gesellschaften):
  - 95,6 % wohnen viri/patri-lokal beim Ehemann, dessen Vater, Familie, Abstammungsgruppe (Lineage) oder Clan
  - 04,2 % wohnen vor allem neo-lokal („am neuen Ort“)
  - 00,2 % wohnt uxori/matri-lokal bei der Ehefrau, ihrer Mutter oder Familie (1 Ethnie)

Während patrilineare Völker den ehelichen Wohnsitz fast ausschließlich beim Mann einrichten, finden sich bei den Völkern, die sich nach der Mütterlinie organisieren, alle verschiedenen Möglichkeiten der Residenzwahl.
Die Sozialanthropologin Gabriele Rasuly-Paleczek merkt allerdings 2011 an: „Heute wird diese Bezugnahme auf die Deszendenzsysteme meist abgelehnt und daher auch dafür plädiert, die Termini patri- bzw. matri-lokal nicht zu verwenden. […] Insgesamt gibt es in der Ethnosoziologie trotz umfangreicher Definitions- und Präsisierungsvorschläge noch immer keine einheitliche Klassifikation der verschiedenen Residenzformen.“ Eindeutiger sei „Virilokalität: bei Verwandten des Ehemannes – Uxorilokalität: bei Verwandten der Ehefrau“.